# ماندلا کیتا
ماندلا کیتا (انگلیسی: Mandela Keita؛ زادهٔ ۱۰ مهٔ ۲۰۰۲) بازیکن فوتبال اهل بلژیک است.
از باشگاه‌هایی که در آن بازی کرده‌است می‌توان به باشگاه فوتبال اود-هورلی لوون و باشگاه فوتبال رویال آنتورپ اشاره کرد.
وی همچنین در تیم‌های ملی فوتبال زیر ۲۱ سال بلژیک و بلژیک بازی کرده‌است.